# بات شوالباخ
شهر باد اشوالباخ در ایالت هسن در کشور آلمان واقع شده است.